# Aculeorhynchus glandulis
Aculeorhynchus glandulis är en plattmaskart som beskrevs av Schilke 1969. Aculeorhynchus glandulis ingår i släktet Aculeorhynchus och familjen Aculeorhynchidae. Inga underarter finns listade i Catalogue of Life.